# 近藤雄治
近藤 雄治（こんどう ゆうじ、1981年4月22日 - ）は、岩手県出身のプロバスケットボール選手である。ポジションはシューティングガード。身長187cm、体重75kg。

## 人物
盛岡南高校ではインターハイベスト16を経験。愛知学泉大学進学後もインカレベスト16となり、東海学生トーナメントでは3，4年次に最優秀選手賞を獲得する。1年後輩には桜井良太がいる。
卒業後の2004年、ホシザキ東海に入社。1シーズン目より全日本実業団選手権、全日本実業団競技大会を経験する。
2006年、bjリーグの仙台89ERSにドラフト2巡目指名を受け入団。
2008年引退。
2013年、チームオペレーターとして仙台89ERSに復帰。

## 経歴
- 盛岡南高校 - 愛知学泉大 - ホシザキ東海 - 仙台89ERS（2006年〜2008年）